# Disastro petrolifero

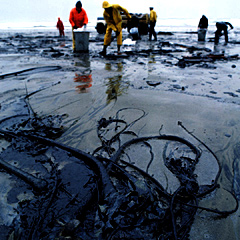
Effetti sull'ambiente di un incidente da una nave petrolifera.

Per disastri petroliferi si intendono inquinamenti ambientali causati dal rilascio di grandi quantità di petrolio nell'ambiente.
In particolare la perdita del petrolio dalle petroliere nell'oceano. Infatti il greggio ha un peso specifico minore dell'acqua, per cui inizialmente forma una pellicola impermeabile all'ossigeno sopra il pelo libero dell'acqua, causando oltre agli evidenti danni per fenomeni fisici e tossici diretti alla macrofauna, un'anaerobiosi che uccide il plancton. La successiva precipitazione sul fondale replica l'effetto sugli organismi bentonici. La bonifica dell'ambiente danneggiato richiede mesi o anni.
Il rilascio del petrolio è in genere causato dagli umani, tuttavia può in certi casi essere causato da eventi naturali, quali ad esempio fratture del fondo marino.
Non è facile stabilire la quantità di idrocarburi che si perde ogni anno in mare, tuttavia le stime di tali perdite sembra che si aggirano su una media di 4 milioni di tonnellate l'anno per tutto il pianeta e di 600.000 tonnellate per il solo mar Mediterraneo.
Il petrolio ha molti effetti dannosi anche sugli animali che si immergono nelle perdite delle navi petrolifere.
I disastri petroliferi che hanno disperso un maggior volume di greggio sono quello di Lakeview Gusher in California nel 1911, seguito da quello della piattaforma Deepwater Horizon e conseguente perdita del Pozzo Macondo del 2010 (nel Golfo del Messico) e dal disastro della Guerra del Golfo (nel Golfo Persico nel 1991); vi sono poi, sempre per importanza del tonnellaggio di petrolio disperso, quello causato dalla la piattaforma petrolifera Ixtoc 1 (nel Golfo del Messico nel 1979-1980) e il naufragio dell'Amoco Cadiz (in Bretagna) nel 1978.

## Conseguenze sugli animali

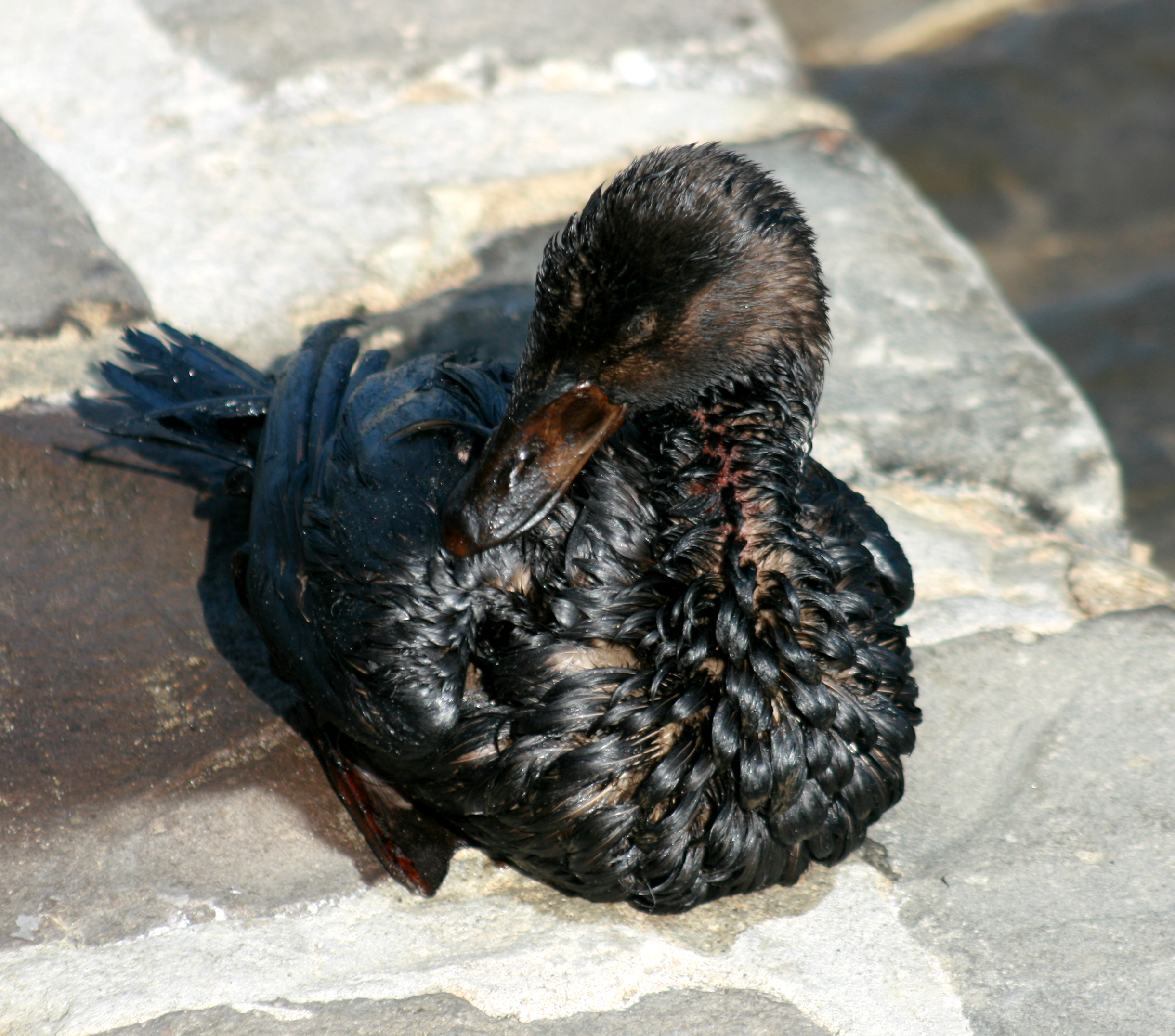
Un'anatra ricoperta da petrolio (disastro petrolifero del 2007 nella baia di San Francisco).

Il petrolio penetra nel piumaggio degli uccelli, riducendo la capacità di isolante termico (rendendo gli animali vulnerabili alle escursioni termiche ambientali) e rendendo le piume inadatte al nuoto e al volo, per cui gli uccelli non hanno la possibilità di procurarsi il cibo e di fuggire dai predatori. L'istinto degli uccelli li porta a pulirsi il piumaggio con l'uso del becco, ma in questa maniera ingeriscono il petrolio, con effetti nocivi per i reni, il fegato e l'apparato digerente; questi ultimi effetti all'organismo, assieme all'incapacità di procurarsi il cibo, portano alla disidratazione e squilibri nel metabolismo. A questi disturbi possono aggiungersi effetti, che per un meccanismo a cascata si ripercuotono in alterazioni ormonali (ad esempio l'ormone luteinizzante). Il petrolio grezzo infatti possiede spesso una carica elevata di composti aromatici policiclici, spesso coinvolti in meccanismi biologici nel vasto ambito degli interferenti endocrini.
Molti uccelli muoiono prima dell'arrivo dei soccorsi umani.
Allo stesso modo degli uccelli, i mammiferi marini che sono esposti al petrolio presentano sintomi simili a quelli che si hanno nei volatili: in particolare la pelliccia delle lontre di mare e delle foche perde il suo potere di isolante termico, causando ipotermia.

## Prevenzione
Contro questi tipi di disastri ambientali sono state avanzate proposte di modifica o sostituzione degli scafi di una petroliera come ad esempio l'introduzione del doppio scafo aumentando di molto la sicurezza.

## Lista dei maggiori disastri petroliferi
Nel seguito, ordinata a ritroso nel tempo per data di inizio, viene presentata una lista dei disastri petroliferi con una quantità di greggio disperso maggiore di 100 tonnellate.
| Disastro petrolifero/petroliera                                                                                            | Luogo                                                           | Data                           | Tonnellate di greggio                 | Fonti                                                   |
| --- | --------------------------------------------------------------- | ------------------------------ | ------------------------------------- | ------------------------------------------------------- |
| Disastro di Noril'sk | Russia                                                          | 2020                           | 21000                                 |                                                         |
| Disastro petrolifero di Santa Barbara                                                                                      | Santa Barbara, Stati Uniti                                      | 21 maggio 2015                 | >65                                   | [ 5 ]                                                   |
| Disastro petrolifero di Tauranga del 2011                                                                                  | Tauranga, Nuova Zelanda                                         | 5 ottobre 2011                 | 340                                   |                                                         |
| Piattaforma petrolifera Gannet Alpha                                                                                       | a 180 km da Aberdeen, Scozia                                    | 10 agosto 2011                 | 200                                   | [ 6 ] [ 7 ] [ 8 ]                                       |
| Disastro petrolifero del fiume Yellowstone del 2011 (Compagnia "Exxon Mobile", già responsabile del disastro Exxon-Valdez) | Fiume Yellowstone, Billings, Stati Uniti                        | 4 luglio 2011                  | 135 (>                                |                                                         |
| Collisione tra MSN Chitra e MV Khalijia 3                                                                                  | al largo di Mumbai, India                                       | 7 agosto 2010                  | > 50                                  | [ 10 ]                                                  |
| Dalian (2 oleodotti) | Porto mercantile di Dalian, Cina                                | 16 luglio 2010                 | 1.500                                 | [ 11 ] [ 12 ] [ 13 ] [ 14 ] [ 15 ] [ 16 ]               |
| Collisione tra Bunga Kelana 3 (nave cisterna) e Mt Waily (nave cargo)                                                      | al largo di Singapore, Malaysia                                 | 24 maggio 2010                 | 2.000                                 | [ 17 ]                                                  |
| Disastro ambientale della piattaforma petrolifera Deepwater Horizon                                                        | Golfo del Messico, Louisiana                                    | 20 aprile 2010                 | 414.000–1.186.000                     | [ 18 ] [ 19 ] [ 20 ] [ 21 ] [ 22 ] [ 23 ] [ 24 ] [ 25 ] |
| Naufragio nave cargo cinese Sheng Neng sulla barriera corallina                                                            | Great Keppel Island, Australia                                  | 4 aprile 2010                  | 950 (Ne è fuoriuscita solo una parte) | [ 26 ] [ 27 ]                                           |
| Disastro petrolifero della West Cork                                                                                       | Costa meridionale dell'Irlanda                                  | Febbraio 2009                  | 300                                   |                                                         |
| Disastro petrolifero del New Orleans                                                                                       | New Orleans, Louisiana, Stati Uniti d'America                   | 28 luglio 2008                 | 8.800                                 |                                                         |
| Disastro petrolifero di Statfjord                                                                                          | Mare norvegese, Norvegia                                        | 12 dicembre 2007               | 4.000                                 |                                                         |
| Disastro petrolifero di Hebei Spirit                                                                                       | Mare Giallo, Corea del Sud                                      | 7 dicembre 2007                | 10.800                                | [ 28 ]                                                  |
| Disastro petrolifero dello stretto di Kerč                                                                                 | Stretto di Kerč, Ucraina e Russia                               | 11 novembre 2007               | 1.000                                 | [ 29 ]                                                  |
| Disastro petrolifero del 2007 della Baia di San Francisco                                                                  | San Francisco                                                   | 7 novembre 2007                | 188                                   | [ 30 ]                                                  |
| Disastro petrolifero di Guimaras                                                                                           | Filippine                                                       | 11 agosto 2006                 | 172–1.540                             | [ 31 ]                                                  |
| Disastro petrolifero della centrale di Jiyeh                                                                               | Libano                                                          | 14 luglio 15 luglio, 2006      | 20.000–30.000                         | [ 31 ] [ 32 ]                                           |
| Raffineria di Citgo | Lago Charles                                                    | 19 giugno 2006                 | 6.500                                 | [ 33 ]                                                  |
| Prudhoe Bay | Alaska North Slope                                              | 2 marzo 2006                   | 866                                   | [ 34 ]                                                  |
| MV Selendang Ayu | Isola di Unalaska, Alaska                                       | 8 dicembre 2004                | 1.560                                 | [ 35 ] [ 36 ]                                           |
| Athos 1 | Fiume Delaware, USA                                             | 26 novembre 2004               | 860                                   | [ 37 ]                                                  |
| Tasman Spirit | Karachi, Pakistan                                               | 28 luglio 2003                 | 28.000–30.000                         | [ 38 ] [ 39 ] [ 40 ]                                    |
| Bouchard No. 120 | Buzzards Bay (Massachusetts)                                    | 27 aprile 2003                 | 320                                   | [ 41 ]                                                  |
| Prestige | Galizia, Spagna                                                 | 13 novembre 2002               | 63.000                                | [ 42 ] [ 43 ]                                           |
| Bombardamento della nave Limburg                                                                                           | Golfo di Aden                                                   | 6 ottobre 2002                 | 12.200                                |                                                         |
| MV Jessica | Isole Galapagos                                                 | gennaio del 2001               | 568                                   | [ 44 ] [ 45 ]                                           |
| Disastro petrolifero di Amorgos                                                                                            | Costa meridionale del Taiwan                                    | 14 gennaio 2001                | 1.150                                 | [ 46 ]                                                  |
| Treasure | Città del Capo, Sudafrica                                       | giugno del 2000                | 1.400                                 | [ 45 ]                                                  |
| Rottura della condotta di Guanabara Bay                                                                                    | Guanabara Bay, Rio de Janeiro                                   | gennaio del 2000               | 1.100                                 | [ 45 ]                                                  |
| Erika | Baia of Biscaglia, Francia                                      | 12 dicembre 1999               | 15.000–2.500                          | [ 36 ] [ 45 ] [ 47 ]                                    |
| Disastro petrolifero della Mobil in Nigeria                                                                                | Nigeria                                                         | 12 gennaio 1998                | 5.500                                 | [ 36 ]                                                  |
| Nakhodka (petroliera) | Mare del Giappone                                               | dicembre del 1997              | 19.000                                | [ 45 ]                                                  |
| Julie N. | Portland (Maine)                                                | 27 settembre 1996              | 586                                   | [ 48 ]                                                  |
| Sea Empress | Galles, Regno Unito                                             | 15 febbraio 1996               | 40.000–72.000                         | [ 36 ] [ 42 ]                                           |
| North Cape | Rhode Island                                                    | 19 gennaio 1996                | 2.500                                 | [ 49 ]                                                  |
| Seki (petroliera) | Emirati Arabi Uniti                                             | 31 marzo 1994                  | 15.900                                | [ 36 ]                                                  |
| Braer | Isole Shetland, Regno Unito                                     | 5 gennaio 1993                 | 85.000                                | [ 42 ]                                                  |
| Disastro petrolifero della Aegean Sea                                                                                      | La Coruña, Spagna                                               | 3 dicembre 1992                | 74.000                                | [ 42 ]                                                  |
| Katina P | Maputo, Mozambico                                               | 1992                           | 72.000                                | [ 42 ]                                                  |
| Disastro petrolifero della Valle di Fergana                                                                                | Uzbekistan                                                      | 2 marzo 1992                   | 285.000                               | [ 36 ]                                                  |
| Kirki (petroliera) | Oceano Pacifico, lontano dalle coste occidentali dell'Australia | 21 luglio 1991                 | 17.280                                | [ 50 ]                                                  |
| ABT Summer | a 1.300 chilometri dalla costa dell'Angola                      | 28 maggio 1991                 | 260.000                               | [ 42 ]                                                  |
| M/T Haven | Mar Mediterraneo vicino a Genova                                | 11 aprile 1991                 | 144.000                               | [ 42 ]                                                  |
| Disastro petrolifero della Guerra del Golfo                                                                                | Golfo persico                                                   | 23 gennaio 1991                | 780.000–1.500.000                     | [ 36 ] [ 45 ] [ 51 ]                                    |
| American Trader | Spiaggia pubblica Bolsa Chica, California                       | 1990                           | 980                                   | [ 36 ] [ 52 ]                                           |
| Mega Borg | Golfo del Messico, 57 miglia a sud-est di Galveston, Texas      | 1990                           | 16.500                                | [ 53 ]                                                  |
| Exxon Valdez | Prince William Sound, Alaska                                    | 24 marzo 1989                  | 37.000                                | [ 42 ] [ 54 ]                                           |
| Khark 5 | 220 chilometri al largo della costa atlantica del Marocco       | 1989                           | 70.000–80.000                         | [ 36 ] [ 42 ]                                           |
| Odyssey | a 1.300 chilometri dalla costa della Nuova Scozia, Canada       | 10 novembre 1988               | 132.000                               | [ 42 ]                                                  |
| Disastro petrolifero di Ashland                                                                                            | Floreffe (Pennsylvania)                                         | 2 gennaio 1988                 | 10.000                                | [ 55 ] [ 56 ]                                           |
| Grand Eagle | Delaware (fiume), Marcus Hook (Pennsylvania)                    | 28 settembre 1985              | 1.400                                 |                                                         |
| Nova (petroliera) | Isola Off Kharg Golfo dell'Iran                                 | 1985                           | 70.000                                | [ 42 ]                                                  |
| Castillo de Bellver | Baia di Saldanha, Sudafrica                                     | 6 agosto 1983                  | 252.000                               | [ 42 ]                                                  |
| Piattaforma Nowruz Field                                                                                                   | Golfo persico                                                   | 4 febbraio 1983                | 260.000                               | [ 57 ]                                                  |
| Tanio | Bretagna, Francia                                               | 7 marzo 1980                   | 13.500                                | [ 58 ]                                                  |
| Irenes Serenade | Baia Navarino, Grecia                                           | 1980                           | 100.000                               | [ 42 ]                                                  |
| MT Independenţa | Bosforo, Turchia                                                | 15 novembre 1979               | 95.000                                | [ 42 ]                                                  |
| Burmah Agate | Galveston Bay, Texas                                            | 1º novembre 1979               | 8.440                                 | [ 59 ]                                                  |
| Atlantic Empress / Aegean Captain                                                                                          | Trinidad e Tobago                                               | 19 luglio 1979                 | 287.000                               | [ 42 ] [ 60 ]                                           |
| Pompa petrolifera Ixtoc I                                                                                                  | Golfo del Messico                                               | 3 giugno 1979 - 23 marzo, 1980 | 454.000–480.000                       | [ 61 ] [ 62 ]                                           |
| Amoco Cadiz | Bretagna, Francia                                               | 16 marzo 1978                  | 223.000                               | [ 36 ] [ 42 ] [ 63 ] [ 64 ]                             |
| Campo petrolifero di Ekofisk                                                                                               | Mare del Nord                                                   | 22 aprile 1977                 | 81.000                                |                                                         |
| Hawaiian Patriot | 600 chilometri al largo di Honolulu, Hawaii                     | 26 febbraio 1977               | 95.000                                | [ 36 ] [ 42 ]                                           |
| Argo Merchant | Isola Nantucket, Massachusetts                                  | 15 dicembre 1976               | 25.000 - 28.000                       | [ 65 ] [ 66 ]                                           |
| Urquiola | La Coruña, Spagna                                               | 12 maggio 1976                 | 100.000                               | [ 42 ]                                                  |
| Corinthos | Delaware (fiume), Marcus Hook (Pennsylvania)                    | 31 gennaio 1975                | 35.700                                |                                                         |
| Jakob Maersk | Porto, Portogallo                                               | 29 gennaio 1975                | 88.000                                | [ 42 ]                                                  |
| Metula | Stretto di Magellano, Cile                                      | 9 agosto 1974                  | 50.000-51.000                         | [ 67 ]                                                  |
| Sea Star | Golfo di Oman                                                   | 19 dicembre 1972               | 115.000                               | [ 36 ] [ 42 ]                                           |
| Othello (petroliera) | Baia di Tralhavet, Svezia                                       | 20 marzo 1970                  | 50.000–60.000                         | [ 36 ] [ 45 ]                                           |
| Keo | Massachusetts                                                   | 5 novembre 1969                | ?                                     |                                                         |
| (fuoriuscita da un serbatoio)                                                                                              | Sewaren (New Jersey)                                            | 4 novembre 1969                | ?                                     |                                                         |
| Disastro petrolifero del 1969 a Santa Barbara                                                                              | Santa Barbara (California)                                      | 28 gennaio 1969                | 10.000-14.000                         | [ 68 ]                                                  |
| Betelgeuse (petroliera) | Bantry Bay, Irlanda                                             | 13 giugno 1968                 | 64.000                                |                                                         |
| World Glory | Durbans, Sudafrica                                              | 8 gennaio 1968                 | 43.000                                | [ 69 ]                                                  |
| Torrey Canyon | Isole Scilly, Regno Unito                                       | 18 marzo 1967                  | 80.000–119.000                        | [ 36 ] [ 42 ]                                           |
| African Queen | Ocean City (Maryland)                                           | 30 dicembre 1958               | ?                                     |                                                         |
| Disastro petrolifero di Brooklyn                                                                                           | Newtown Creek, Greenpoint, Brooklyn, New York                   | anni quaranta e anni cinquanta | 55.200–97.400                         | [ 70 ]                                                  |
| Lakeview Gusher | Kern County (California)                                        | 14 marzo 1910                  | 1.230                                 | [ 71 ]                                                  |